# 南俄罗斯武装部队
俄罗斯南部的武装部队 （羅馬化：Vooruzhyonnyye sily Yuga Rossii）是俄罗斯内战期间南俄罗斯的白俄反布尔什维克军队，存在于1919年1月至1920年4月，总司令为安东·邓尼金。除俄罗斯内战外，南俄武装还参与了乌克兰独立战争。